# عزلة بني يوسف (إب)

تعديل مصدري - تعديل

عزلة بني يوسف هي إحدى عزل مديرية فرع العدين في محافظة إب اليمنية ويبلغ تعداد سكانها 6604 نسمة حسب التعداد السكاني في اليمن لعام 2004.